# Evita (muzikál)
Evita je muzikál z pera Andrew Lloyd Webbera a Tima Rice z roku 1976. Pojednává o životě Evy Perónové, manželky argentinského diktátora Juana Peróna, od samých začátků přes dobu její největší slávy až do její smrti. Po velkém úspěchu muzikálu Jesus Christ Superstar se autorská dvojice rozhodla napsat další muzikál, Evita. Ovšem kvůli strachu z neúspěchu se nejdříve rozhodli vydat nahrávku kompletního muzikálu s Julií Covington. CD zaznamenalo úspěch, a proto již 21. června 1978 měla Evita premiéru v londýnském West Endu v Princ Edward theatre v hlavní roli s Elaine Paige. Dále následovala Broadway, Španělsko, Brazílie a spousta dalších.
V roce 1996 se Evita dočkala filmové verze s Madonnou a Antoniem Banderasem a byla šestkrát uvedena v ČR – v Praze (Divadlo Spirála 1998–2000), v Brně (MdB 2009–2012), v Plzni (Divadlo Josefa Kajetána Tyla 2011–2013) a v Ostravě (NDM, Divadlo Jiřího Myrona 2014 – stále v repertoáru). Páté uvedení v pražském divadle Studio DVA s Monikou Absolonovou v alternaci s Radkou Fišarovou v hlavní roli. Po šesté se muzikál konal v Jihočeském divadle v Českých Budějovicích v hlavních rolích s Michaelou Noskovou/ Michaela Gemrotovou (Štikovou), Lukášem Randákem / Lukášem Adamem.

## Autoři
- Hudba: Andrew Lloyd Webber
- Text: Tim Rice

## Historie
Jednoho večera v roce 1973 zaslechl Rice konec rozhlasového pořadu o Evě Perónové, který ho zaujal. Jako dítě sbíral známky a byl fascinován její podobiznou na argentinských známkách, ale nevěděl nic o jejím významu v historii Argentiny. Začal pátrat a jeden z vedoucích pracovníků společnosti Cinema International Corporation ho seznámil s argentinským režisérem Carlosem Pasinim Hansenem, který natočil televizní film Srdcová královna, jenž byl ve Velké Británii odvysílán v říjnu 1972. Rice byl filmem zcela fascinován a viděl ho nejméně dvacetkrát. Nakonec odcestoval do Buenos Aires, aby s pomocí mnoha dokumentů a kontaktů, které mu Pasini poskytl, prozkoumal život Evy Perónové. Tato žena na něj zapůsobila tak silně, že po ní pojmenoval svou první dceru.
Rice v minulosti spolupracoval s Andrew Lloyd Webberem na jazzrockové opeře Jesus Christ Superstar. Navrhl proto Lloyd Webberovi muzikál o Evě Perónové, ale ten nejprve myšlenku odmítl a místo toho se rozhodl spolupracovat s Alanem Ayckbournem na tradičním muzikálu Jeeves,  založeném na postavě P. G. Wodehouse. Muzikál nebyl úspěšný u diváků ani u kritiků. Poté se Lloyd Webber vrátil k Riceovi a začali pracovat na muzikálu Evita.
Lloyd Webber a dirigent Anthony Bowles představili muzikál na druhém ročníku festivalu Sydmonton Fest ještě před natáčením s Londýnským filharmonickým orchestrem.

## Nahrávka
Stejně jako v případě Jesus Christ Superstar se autorský tým rozhodl před divadelním uvedením vydat konceptuální studiové album s muzikálovou hudbou. Do hlavní role vybral herečku a zpěvačku Julii Covington. Nahrávání začalo v dubnu 1976. Album vydala společnost MCA Records, jež předtím uvedla na trh Jesus Christ Superstar, produkovali ho Lloyd Webber a Rice a nahrávku technicky zajišťoval David Hamilton Smith.
Prodeje alba Evita překonaly ve Velké Británii, Austrálii, Jižní Africe, Jižní Americe a různých částech Evropy prodeje alba Jesus Christ Superstar, ve Spojených státech amerických ale album nikdy nedosáhlo stejného úspěchu. Píseň „Don't Cry for Me Argentina“ (původně nazvaná „It's Only Your Lover Returning“) vyšla v říjnu 1976 a dosáhla prvního místa v britské hitparádě a podobný úspěch zaznamenala i na mezinárodní scéně.

## Obsah a písně

### 1. Dějství
Dne 26. července 1952 sledují diváci v kině v argentinském Buenos Aires film („A Cinema in Buenos Aires 26 July 1952“). Film v biografu přeruší tragická zpráva, zemřela duchovní vůdkyně národa, modla a nejmocnější žena světa, Eva Perón. Lidé se loučí se svou milovanou Evitou – „Requiem za Evitu“ („Requiem for Evita“). Evitin odpůrce Che se vysmívá Argentině za podlý cirkus kolem Evitiny smrti – „Ó nač ten cirkus“ („Oh What a Cirkus“ ).
Jsme úplně na začátku, v domovině Evy Duarte vystupuje zpěvák tanga Magaldi, její milenec – „Lásko má, tónem v záři hvězd“ („On This Night of a Thousand Stars“). Evita chce odjet s Magaldim do Buenos Aires, ten jí varuje před vírem velkoměsta. Evina rodina naléhá a Evita nakonec odjíždí – „Bulváry jsou plné špíny“ („Eva, Beware of the City“). Evita vítá milované Buenos Aires – „Buenos Aires“. 
Evita střídá milence, díky nim se tak objevuje v novinách, televizi a rádiu – „Díky a sbohem“ („Goodnight and Thank You“). V Argentině se chytají volby, žhavý kandidát je Juan Perón, které podpoří i Eva – „Cesta možného“ („The Art of the Possible“).
Skočíme v čase, proběhla revoluce, Perón se dostává do politického popředí a z Evy je sice špatná, zato hodně slavná herečka. San Juan zasáhne silné zemětřesení – „Ta dáma na to má“ („The Lady's Got Potential“). Na benefičním koncertě obětem zemětřesení se setká Eva s Magaldim, ale hlavně s Perónem – „Charitativní koncert“ („Charity Concert“). Eva nabízí Perónovi spojenectví, může mu být užitečná – „Vím, že se dnes mohu hodit vám“ („I'd Be Suprisingly Good for You“). Eva vyhání mladinkou Perónovu milenku – „Tak nazdar a spíš hned říkám ti sbohem“ („Hello and Goodbye“). Milenka zpívá o zklamání a zradě – „Další kufr stojí u dveří“ („Another Suitcase in Another Hall“).
Aristokraté ani vojáci nemohou vystát Evu, dívku z chudého prostředí – „Co se z tý mrchy vyklube/Perónův poslední výstřelek“ („Peron's Latest Flame“). Perón je vržen do vězení, vysvobodí ho síla lidu v čele s Evou, Perón se stává prezidentem a žení se s Evou. Začíná nová doba – „Hleď v dál Argentino!“ („A New Argentina“)

### 2. Dějství
Lid volá svého nového prezidenta Juana Peróna, ten představí první dámu Argentiny, Evu Perón – „Na balkóně vily Casa Rosada“ („On the Balcony of the Casa Rosada“). Evita přísahá lidu, že vždy bude s ním. Stále opakuje, že je jednou z nich – „Utiš svůj pláč, Argentino“ („Don't Cry for Me Argentina“). Che varuje mladou Evita před pádem, který může nastat z nebeských výšin – „Tvůj Olymp“ („High Flying Adored“). Evitu štve, že lidé ve světě neví o ní a Perónovi, míří do Evropy – „Modla“ („Rainbow High“).
Evita je v Evropě, navštíví mnoho zemí, v Itálii jí odmítnou, ve Španělsku milují, ve Francii však náhle Evita kolabuje… „Duhová Jízda“ („Rainbow Tour“). Evita se nikdy nechce dostat mezi argentinské aristokraty – „Herečka netouží nudné role hrát“ („The Actress Hasn't Learned the Lines/You'd Like to Hear“). Evita si založila nadaci, charita ale není úplně tak čistá záležitost… – „Prachy se točí“ („And the Money Kept Rolling In/and Out/“).
Lidé se modlí k Evitě, kdo nesouhlasí, je zbit policií. Evita opět kolabuje – „Santa Evita“. Evita a Che se poprvé setkávají, oba v kómatu, navzájem si vyčítají své nedostatky. – „Valčík pro Evu a Che“ („Waltz for Eva and Che“). Perón před vládou obhajuje Evitiny činy a přiznává, že jí ubývá sil – „Je to démant“ („She Is a Diamond“). Evita se chce stát viceprezidentkou Argentiny, Perón to odmítá, Eva má přece rakovinu a umírá – „Karty leží“ („Dice Are Rolling“).
Evita si promítá svůj život s Juanem a ptá se. Měl jsi mě rád? – „Měl jsi mě rád?“ („You Must Love Me“). Che donutí Evu, aby veřejně v rádiu přiznala prohru. Ta ale naopak Argentině slibuje, že ona je Argentinou. Navždy – „Evin poslední projev“ („Eva's Final Broadcast“). Evita si přemítá střípky z života – „Fragmenty“ („Montage“). Evitina píseň o jejím životě před i po smrti… – „Žalm“ („Lament“). Che vypráví, co se stalo po její smrti…

## Nejvýznamnější produkce

### Divadelní premiéra
Evita měla premiéru v londýnském West Endu v divadle Prince Edwarda 21. června 1978 a skončila 8. února 1986 po 3 176 představeních. Podle počtu repríz se stala nejúspěšnějším muzikálem přelomu 70. a 80. let 20. století Evu Perónovou hrála Elaine Paige poté, co Julie Covington roli odmítla. Inscenace získala Cenu Laurence Oliviera za nejlepší nový muzikál a Elaine Paige získala Cenu Laurence Oliviera za nejlepší muzikálový výkon na udílení cen Laurence Oliviera v roce 1978 a v roce 1980 získala sedm prestižních cen Tony.

### Broadway a další světové produkce
Na Broadwayi muzikál debutoval v roce 1979, premiéra v Broadway Theatre se konala 25. září 1979 a produkce skončila 26. června 1983 po 1567 představeních.
Muzikál byl přeložen do mnoha jazyků a hrál se v řadě měst po celém světě, včetně Adelaide, Sydney, Madridu, Mexico City, Rio de Janeira, Sanrema a Tel Avivu. Na mnoha místech byl úspěšně reprízován, například v londýnském West Endu (2006–2007) a plánovaná produkce v roce 2025) nebo na Broadwayi (2012–2013).
Představení se dočkalo také mnoha amerických i mezinárodních zájezdových produkcí.

## Produkce v ČR
V Čechách byla Evita uvedena v těchto divadlech:
- 1998–2000 Praha, Divadlo Spirála (331 repríz) – v překladu Jiřího Bryana
- 2009–2012 Brno, Městské divadlo Brno (27 repríz) – v překladu Michaela Prostějovského[7]
- 2011–2013 Plzeň, Divadlo Josefa Kajetána Tyla (40 repríz) – v překladu Michaela Prostějovského[8]
- 2014–2018 Ostrava, Národní divadlo moravskoslezské  – v překladu Michaela Prostějovského[9]
- 2015 Praha, Divadlo Studio DVA  – v překladu Michaela Prostějovského[10][1]
- 2019 České Budějovice, Jihočeské divadlo  – v překladu Michaela Prostějovského[11]
- 2025 České Budějovice, Jihočeské divadlo – obnovená premiéra[12]

## Filmová verze
Velkofilm od Alana Parkera byl uveden do kin v roce 1996 s Madonnou a Antonio Banderasem v hlavní roli. Pro tuto verzi byl připsán megahit „You Must Love Me“, který později získal Oscara a obrovský úspěch.

## Nahrávky
- 1976 kompletní studiová nahrávka – 1. verze
- 1978 highlights z londýnské produkce
- 1979 komplet z Broadwaye – finální verze
- 1998 česká nahrávka z divadla Spirála
- 2006 highlights z nové londýnské produkce
- 2012 kompletní nahrávka z nového Broadwayského nastudování